# Histoire du béton de ciment
Pour un article plus général, voir Béton de ciment.
 (février 2022).

## La découverte du ciment
Le mélange de chaux, d'argile, de sable et d'eau est très ancien. Les Égyptiens l'utilisaient déjà aux alentours de -2600 : un des mortiers les plus anciens est celui de la pyramide d'Abou Rawash, qui fut probablement érigée sous la IVe dynastie.

### Le béton romain

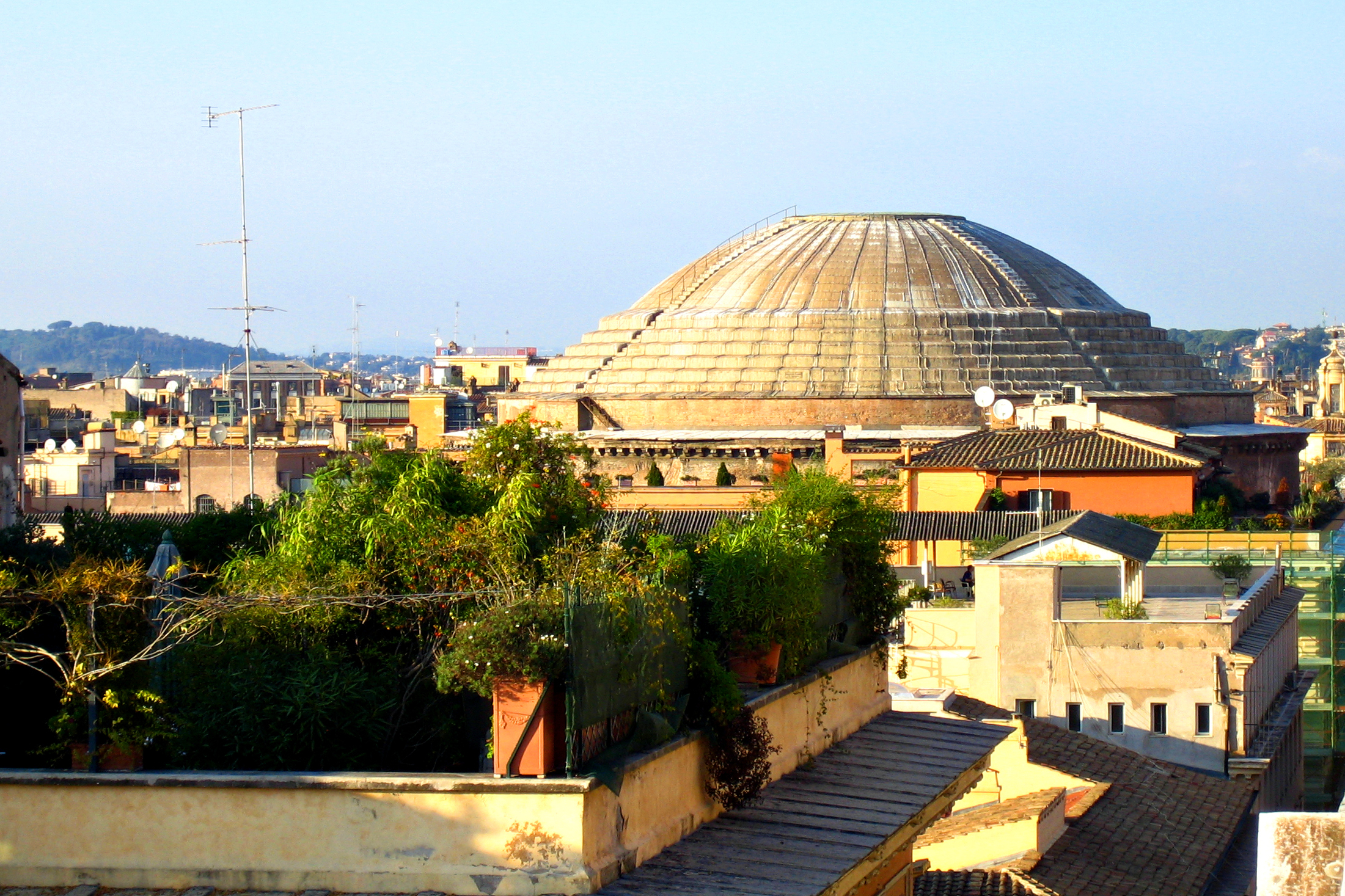
La coupole du Panthéon à Rome est le plus important dôme en béton jamais construit.

À partir du Ier siècle av. J.-C., les Romains firent grand usage du béton. La systématisation de la construction en béton (opus caementicium) permet des réalisations remarquables de l'architecture comme sous l'Empire romain, notamment le Panthéon. Ces structures sont restées intactes durant deux millénaires sous des climats variés, dans des zones sismiques et même en contact direct avec l'eau de la mer. 
Pour arriver à ce résultat, les Romains améliorèrent le « liant » en y ajoutant le sable volcanique de Pouzzoles, ou de la tuile broyée (tuileau), ce qui permettait le durcissement ("curage") sous l'eau. Comme le dit Vitruve dans son De architectura (Livre II, Chapitre 6), le mortier peut résister à l'eau et même faire prise en milieu très humide. Selon l'explication traditionnelle, cette vertu serait due à la présence d'une grande quantité de silicate d'alumine. En ajoutant à la chaux aérienne de la pouzzolane, on la transforme artificiellement en chaux hydraulique. En 1818, Louis Vicat expliquera les principes de cette réaction, dans sa théorie de l'hydraulicité. 

Ce n'est toutefois qu'en 2023 qu'une équipe du M.I.T. a identifié l’ingrédient-clé de ce béton extraordinaire : « la chaux vive, qui confère au béton romain une capacité d’autoréparation sans limite » : 

« Au lieu d’élargir la fissure, comme on le voit habituellement, le liquide réagit avec le claste, crée une solution saturée de calcium qui vient rapidement combler la faille ou boucher les pores, avant que la situation ne se dégrade. Un scénario que semble confirmer l’observation de fissures ainsi réparées dans différents échantillons antiques. »

Selon les chercheurs du MIT, on devrait s'inspirer de la méthode romaine pour réduire l'empreinte carbone du béton (qui contribue pour 8 % des émissions globales) en lui conférant une longévité beaucoup plus grande et une capacité d'autoréparation de fissures éventuelles.
En souvenir de l'usage qu'on fit de la pouzzolane, les cendres volantes silico-alumineuses issues de la combustion des charbons schisteux brûlés en centrale thermique, employées dans la confection des ciments contemporains, sont appelées également « pouzzolane », de même que tous les matériaux et roches aux vertus pouzzolaniques.

### Le ciment moderne
Dans la seconde moitié du XVIIIe siècle, l'Anglais John Smeaton entrevoit le rôle que joue l'argile dans l'hydraulicité de certains calcaires. En 1779, Bry Higgins publie ses recherches sur l'importance de la granulométrie des sables destinés à la confection des mortiers, et Jean-Antoine Chaptal établit que les pouzzolanes françaises peuvent sans dommage être substituées aux pouzzolanes italiennes. En 1791, le pasteur anglican James Parker découvre les propriétés des roches naturelles de l'île de Sheppey, et selon A. Maché, cette découverte est le véritable point de départ de l'industrie des ciments naturels.
La découverte du ciment artificiel est attribuée en France à Louis Vicat, jeune polytechnicien et ingénieur de l'école nationale des ponts et chaussées. En 1818, il fut le premier au monde à fabriquer, de manière contrôlée, des chaux hydrauliques dont il détermina les composants ainsi que leur proportion. Préférant la gloire d'être utile à la fortune, il publia le résultat de ses recherches sans déposer de brevet. C'est l'industriel Joseph Aspdin qui dépose en octobre 1824 le premier brevet et crée la marque ciment de Portland. En 1855, Louis Vicat et son fils Joseph édifient le premier pont en béton coulé du monde : le pont du Jardin des plantes de Grenoble.
Les premières usines françaises de Ciment Portland artificiel datent des années 1850 (cimenterie Vicat du Genevrey), celles de ciment de grappier de 1870. La fabrication de ciment de laitier date de 1890.
Pendant l'année 1908, Jules Bied, directeur du laboratoire de la société Pavin de Lafarge, découvre le Ciment Fondu, fabriqué à partir de calcaire et de bauxite, alors qu'il était à la recherche d'un liant hydraulique qui ne soit attaqué ni par l'eau de mer ni par les eaux sulfatées.

## Le béton moulé et les pierres factices de ciment moulé
Le béton de ciment est apparu en architecture grâce aux bétons moulés et aux pierres factices, imitation des pierres de taille coulées en béton ; souvent du béton de ciment prompt naturel.
La pratique du moulage débuta au début du XIXe siècle dans les régions où l'on connaissait déjà le banchage du pisé et grâce à la rapidité de prise du ciment prompt naturel (dit aussi ciment romain). François Cointeraux faisait déjà des moulages à Lyon et Grenoble à la fin du XVIIIe siècle. François-Martin Lebrun en fit dans la région de Montauban vers 1830. Il bâtit notamment le petit pont de Grésol en 1835. François Coignet fut un des plus importants promoteurs du béton moulé. Industriel lyonnais, il bâtit son usine de Saint-Denis (Paris) en 1855 en béton-pisé qu'il breveta et ne cessa plus d'en faire la promotion ; sans réellement y parvenir du fait qu'il s'opposait aux grands bâtisseurs parisiens.
La pierre factice eut un succès dans le nord de la France dans les années 1830 grâce aux ciments prompts de Vassy Joudrier (Yonne) et de Pouilly-en-Auxois et surtout un véritable succès dans les Alpes, région de Grenoble, et le sud de la France grâce aux ciments prompts naturels de Grenoble à partir des années 1840 : Ciment de la Porte de France par Dumolard et Viallet, Ciment d'Uriol dans la vallée de la Gresse par Berthelot et Vicat (qui y fonda sa première cimenterie) et Ciment de la Pérelle toujours par la société Vicat. Aujourd'hui, seuls La Porte de France et la Pérelle, propriétés de Vicat, produisent du ciment prompt naturel en Europe. On moulait tout, canalisation d'égouts, vases, statues, balustrades, pierres d'angles, de claveaux, corniches, modillons, etc. Cette pratique s'est répandue ensuite dans de nombreuses grandes villes d'Europe : Madrid, Vienne, Budapest, Bratislava, Cracovie ainsi qu'en Afrique du Nord, Alger et Tunis. Les villes du nord de l'Italie ont aussi utilisé le ciment moulé, grâce au prompt importé de Grenoble puis avec leurs ciments. Milan, Turin et Gênes sont très connues pour cela (Galeria Vittorio-Emmanuelle II de Milan). Mais il s'agit-là de technique héritée des stuccatori, ciment moulé en décoration sur la structure souvent de brique, non de pierres factices faisant partie intégrante de la structure comme en France.
L'église Sainte-Marguerite du Vésinet réalisée en 1864 par l'architecte L.A. Boileau suivant le procédé Coignet de construction de béton aggloméré imitant la pierre, passe pour être le premier bâtiment non industriel réalisé en béton en France. Il y en a eu de bien antérieurs, notamment la maison de Coignet à Saint-Denis. Mais cette église fut très critiquée lors de sa réalisation en raison de sa morphologie mais aussi du procédé Coignet qui a provoqué très rapidement des marbrures noires sur les murs (en raison de présence de mâchefer dans le béton). Boileau lui-même n'appréciait pas le béton et fit beaucoup pour dévaloriser le matériau. Dans l’Isère, aux alentours de Grenoble, on bâtissait de nombreuses maisons et surtout des églises avec des éléments architectoniques de ciment moulé comme l'église de Cessieu qui date de 1850, celle de Champier de 1853 ou encore l'église Saint-Bruno de Voiron (1857-1871). Saint-Bruno de Grenoble (1869-1875) est entièrement en pierres factices de ciment prompt moulé.

## Les armatures avec le mortier armé
L'armature de métal dans les mortiers provient des techniques de moulage en sculpture et fut utilisé d'abord par des jardiniers expérimentateurs. Joseph-Louis Lambot à Miraval fabriqua en 1845 des caisses pour orangers et réservoirs avec du fil de fer et du mortier, en 1849 une barque, pour son lac, et enfin en 1855 il posa un brevet : le "ferciment", une combinaison de fer et de mortier pour les constructions navales et les caisses à fleur. Il construisit un canot en 1855 qui passa inaperçu à l'Exposition universelle de Paris. Joseph Monier déposa en 1867, à Paris, une demande pour « un système de caisses-bassins mobiles en fer et ciment applicables à l'horticulture ». Les années suivantes, il déposa des additifs et constitua systématiquement des procédés d'architecture.
Le mortier armé était un procédé trop coûteux et trop fragile pour être utilisé en architecture.
L’église Saint-Jean de Montmartre en 1894-1904 (briques enfilée sur barres métalliques et remplies de mortier) et la toiture en voûte du théâtre de Tulle d'Anatole de Baudot en sont de rares exemples. L'architecte utilise le procédé économique de construction en mortier armé breveté par l'ingénieur Paul Cottancin. Ce système consiste en une sorte de toile métallique dont la trame et la chaîne sont formées par le même fil de fer ; les parois sont constituées de briques empilées.

## L'invention du béton armé

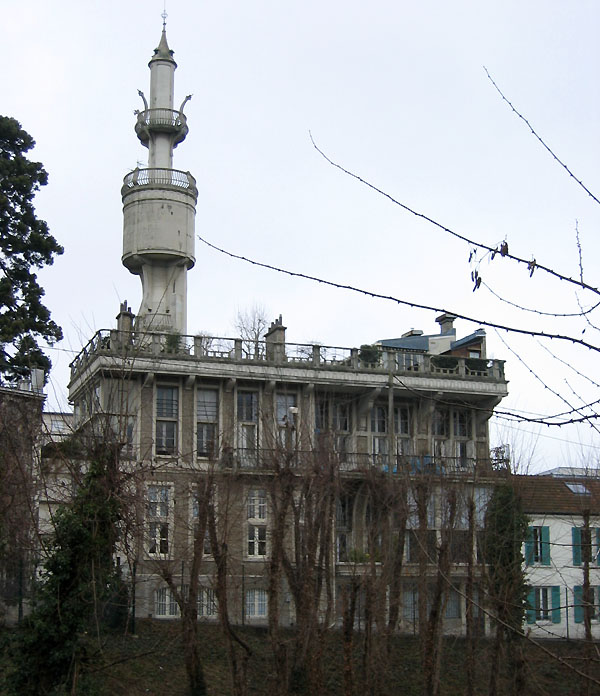
Villa-témoin de François Hennebique à Bourg-la-Reine.

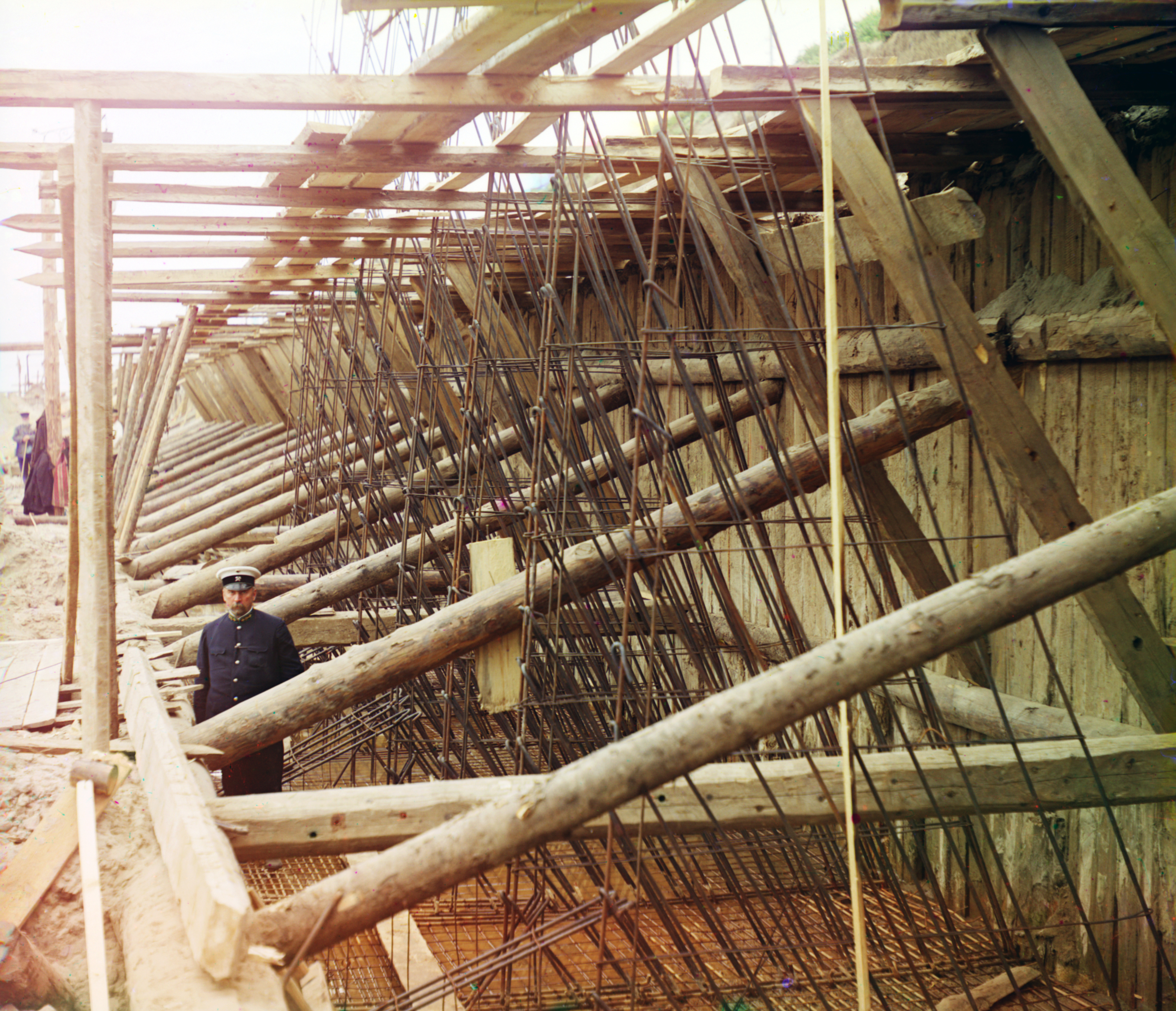
Sergueï Prokoudine-Gorski. Barrage sur la rivière Oka dans le district de Beloomut, province de Moscou. Les travailleurs et les gestionnaires posant dans le contexte des préparatifs de la fondation, 1912.

- En Angleterre, des entrepreneurs comme Alexander Payne et plus sérieusement Thaddeus Hyatt, tentèrent dans les années 1870 d'apprivoiser les armatures dans les bétons mais furent désavoués par des contradicteurs et quelques infortunes.
- Aux États-Unis, les armatures métalliques du béton furent dévoilées par William E. Ward et exploitées par Ernest Leslie Ransome, avec ses fers Ransome dans les années 1880.
- En France, il fallut attendre la maîtrise du béton armé, les réflexions techniques d'ingénieurs pour voir apparaître un véritable intérêt cimentier.
  - Joseph Monier dépose le premier brevet sur une poutre en béton armé. Il a déposé ses brevets à l'étranger.
  - François Hennebique abandonna ainsi son métier d'entrepreneur en 1892 et devint ingénieur consultant. Il eut un succès considérable, créa une société de franchise en construction, basée sur la concession du Système Hennebique, et bâtit des dizaines de milliers d'édifices, tant en France qu'à l'étranger. Il publia du 1er juin 1898 (No 1) au 1er août 1939 (No 378), la revue technique et documentaire Le Béton armé, organe de communication, destiné aux agents et concessionnaires de son système de construction en béton armé[8]. Cela lui permit de faire connaître ses travaux, et à la charpenterie monolithe d'éliminer le ciment armé trop mince, comme à son immeuble de la rue Danton à Paris en 1898 et sa villa-témoin à Bourg-la-Reine, construite entre 1894 et 1904, à la fois maison, son bureau d'études, les Bétons Armés Hennebique (BAH), salon de réception, immeuble qui est lui-même une prouesse technique. Son bureau d'études BAH[9], fondé en 1894 disparaitra en 1967, après avoir traité près de 150 000 dossiers[10].
  - Edmond Coignet et Napoléon de Tédesco ont communiqué, les premiers en 1894, un mode de calcul rationnel des ouvrages en béton aggloméré et en ciment armé. Leurs hypothèses, teintées d'empirisme, ont été précisées en 1899 par Paul Christophe.
- En Allemagne, le béton armé s'est développé à partir du rachat des licences déposées en 1881 par Joseph Monier avec la création de l'entreprise de béton armé C. Freytag und G. A. Wayss. En Allemagne, le béton armé y a d'abord été connu sous le nom de Monierbau.

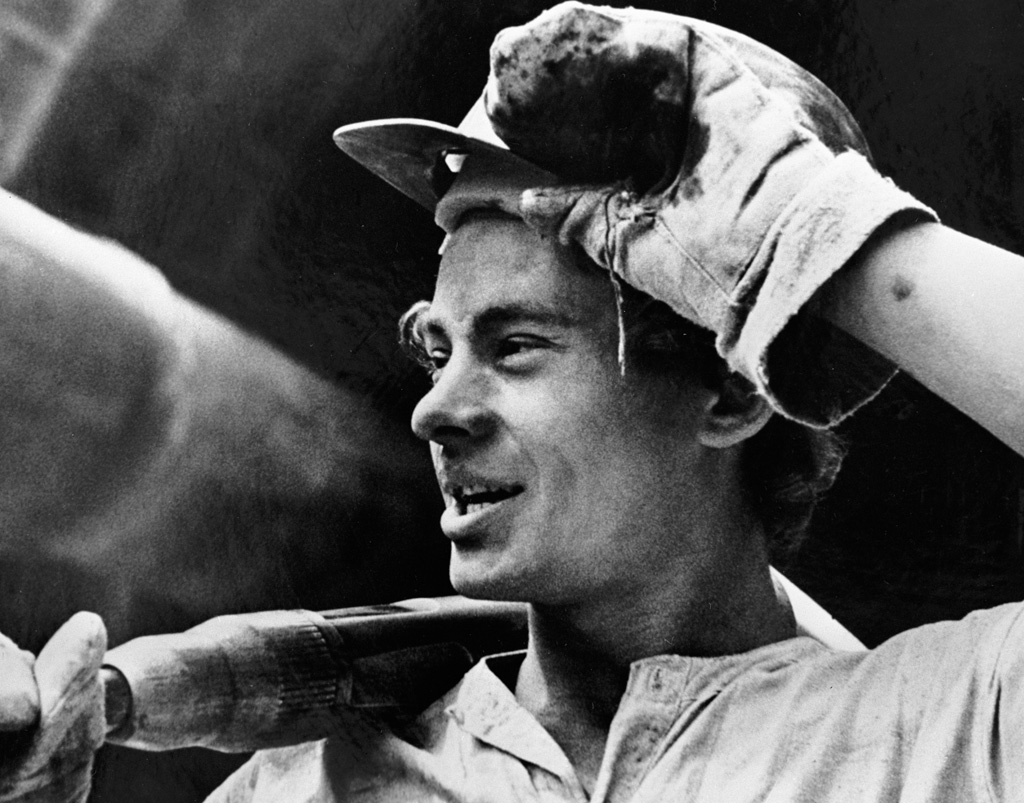
Un bétonnier de la brigade des komsomols (URSS). Photo prise en 1972. La propagande soviétique mettait en avant les héros productifs pour illustrer sa capacité à produire des biens d'équipement.

## L'ère des technologies

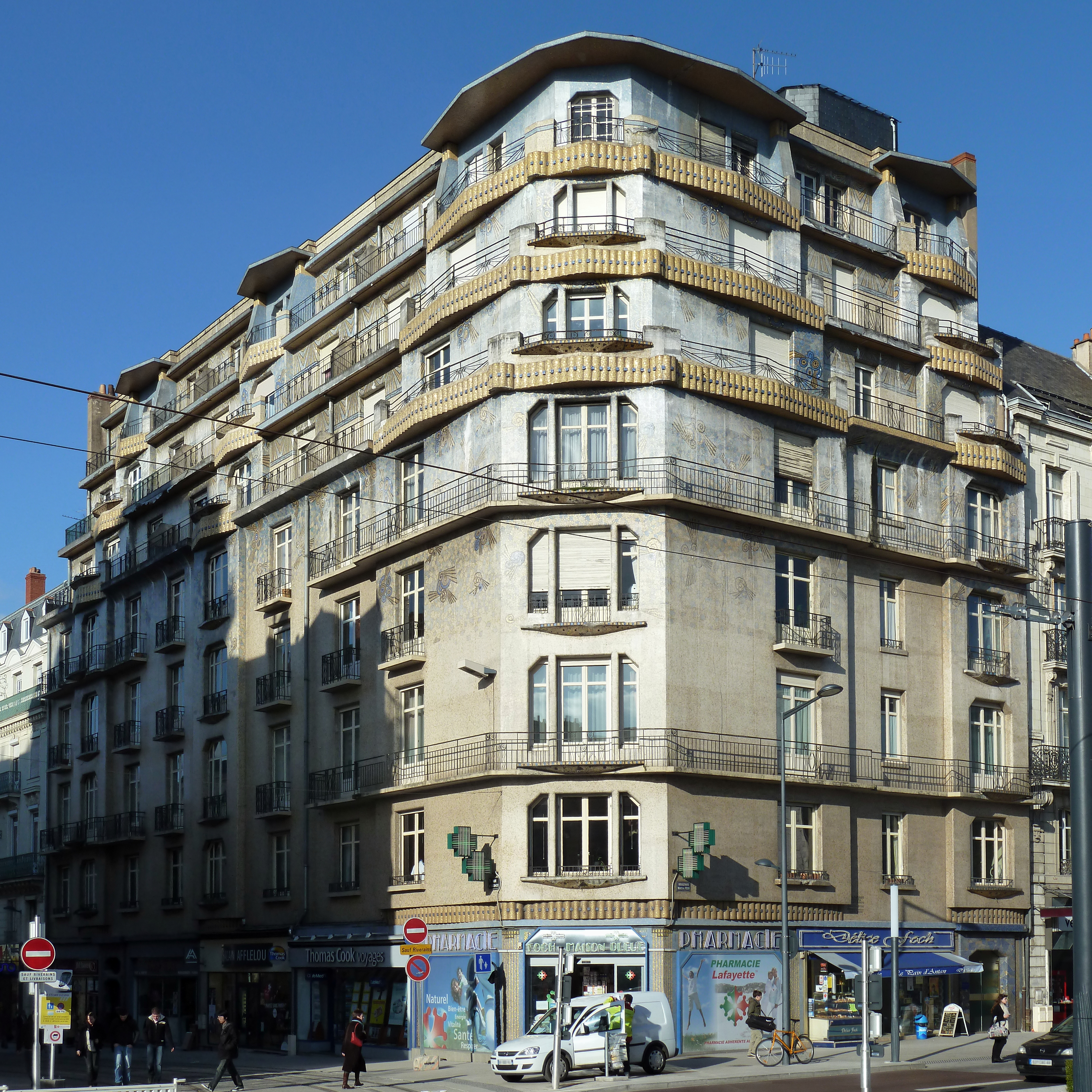
La Maison bleue (Angers) 1927, immeuble à gradins de 7 étages, le plus haut d'Angers, réalisé en béton armé, fenêtres façon Tony Garnier et dont la structure est intégralement recouverte de mosaïques grès-cérame, décalages aux 5e et 6e étages pour des terrasses.

En France, la circulaire du 20 octobre 1906 rédigée par la commission du ciment armé pose les premiers fondements techniques du béton armé, admis à figurer parmi les matériaux de construction classiques. De son côté, Charles Rabut, faisant ses premiers travaux théoriques sur le béton armé à l'École des Ponts et Chaussées, l'avait intégré à son programme dès 1897, alors qu'il n'existait encore aucun manuel traitant du sujet. Il fait ainsi découvrir cette technique à de jeunes ingénieurs.
Dès 1907, Le Corbusier apprend la technique du béton armé en travaillant en tant que dessinateur chez l'architecte Tony Garnier à Lyon et puis en 1909 chez Auguste Perret à Paris. En 1910, on le voit employé chez Peter Behrens où il rencontre Ludwig Mies Van Der Rohe et Walter Gropius.
En Pologne, l'architecte allemand Richard Plüddemann utilise le béton armé pour la charpente du Marché couvert de Wrocław, construit de 1906 à 1908. 
À partir de 1913, l'architecte Tony Garnier fait construire l'Hôpital Édouard-Herriot en béton armé sur sa conception de la Cité Idéale (la Cité sera partiellement produite au nouveau quartier des États-Unis vers 1920).
Eugène Freyssinet, de l'École des Ponts et Chaussées, construisit avant 1914 le premier pont en bow-string (arc à tirants) à Aulnoye. Il est le père du béton précontraint, dépose en 1928 le brevet.
On doit à Freyssinet l'idée de la vibration du béton pour améliorer sa mise en œuvre. Il avait commencé les premiers essais en 1917, puis en fait un usage systématique sur ses ouvrages. Cette première technique consistait en une vibration externe du béton, en installant des vibrateurs sur les coffrages. Ce procédé a été amélioré par la Société des procédés techniques de construction qui a inventé les pervibrateurs pneumatiques permettant de vibrer les bétons dans la masse au moment de leur mise en place et a déposé les premiers brevets en 1928. (Il lancera un pont à haubans à Pierrelatte en 1952).
Dès les années 1920, la profession se réorganise pour faire face au nouveau marché de la construction en béton. Les outils de production se perfectionnent. Les matières premières (sable, gravier, ciment) sont disponibles partout. Auguste Perret construit la première tour en béton armé en 1925 à Grenoble. Peu à peu, la pierre naturelle cède le pas au béton.
À partir des années 1930, Pier Luigi Nervi conçoit des ouvrages en exploitant un procédé constructif de son cru fondé sur l'utilisation du ferro-ciment, reprise perfectionnée du système Monnier. Le principe : des doubles rangées d'arcs se coupent à angle droit (nervures). L'allègement de structure ainsi obtenu permet de développer des portées considérables. Tout comme Freyssinet, Albert Caquot a été sensibilisé au béton armé.
Le chantier de sauvetage de la gare maritime du Havre en 1933 constitue un formidable tremplin pour cette découverte. Mais, c'est seulement après la Seconde Guerre mondiale que la précontrainte commence à se développer.

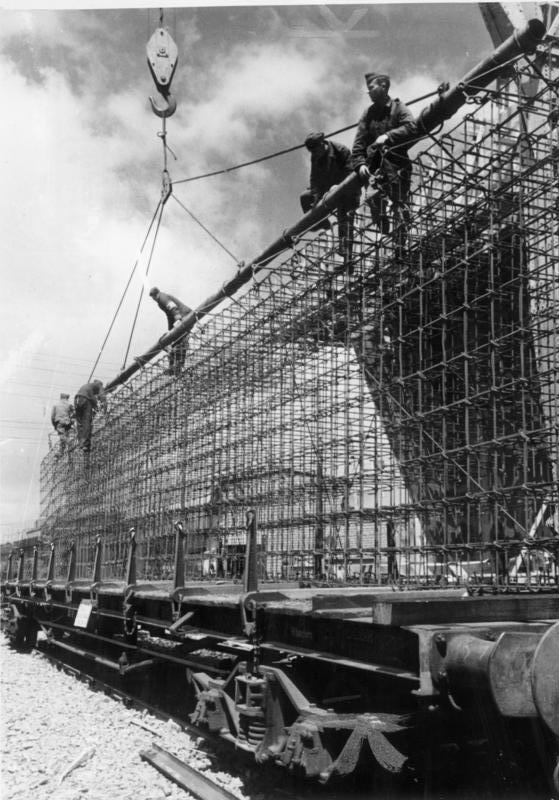
Construction du mur de l'Atlantique en 1943.

De 1928 à 1940, le béton armé est employé abondamment en France dans la construction des ouvrages défensifs de la ligne Maginot - La symbolique de la stratégie de la ligne Maginot était « On ne bouge pas derrière le béton ». Ces ouvrages ont été démolis par les milliers de prisonniers de guerre russes de l'occupant allemand, les internés ou les requis ukrainiens, yougoslaves ou hongrois, chargés de récupérer l’acier nécessaire à l’édification du Mur de l'Atlantique dans la même stratégie. S'y rencontrent alors des ingénieurs allemands supervisant des essais de charges creuses, explosifs gazeux et autres « typhons » sur les cuirassements et le béton de nombreux sites. Une estimation fait état de 3,8 millions de mètres cubes de béton pour la ligne Maginot, 2 à 2,7 millions mètres cubes pour la ligne Siegfried, 10,4 millions de mètres cubes pour le mur de l'Atlantique (Une autre estimation fait état de 17 millions de mètres cubes) et, pour les bases de sous-marins, 4,3 millions de mètres cubes.

## Le béton préfabriqué et la reconstruction
Les besoins de logements de l'après-guerre engendrent le développement de la préfabrication.
Les grandes entreprises françaises de béton armé sont restées actives durant la Seconde Guerre mondiale grâce à la construction du Mur de l’Atlantique (A la Libération, la Commission d'épuration traita 1538 affaires de collaboration économique. 457 concernaient le BTP. 80 % du ciment français fut utilisé dans cette entreprise). La prééminence des ingénieurs des Ponts et Chaussées, traditionnellement favorables au béton, dans les structures administratives et techniques françaises depuis 1940, va trouver à s'exprimer dans la politique de logements de masse qui se profile à libération pour s'achever en 1953.
Créé en novembre 1944, le ministère de la Reconstruction et de l’Urbanisme (MRU) en France va être le moteur de cette modernisation. On assiste durant une dizaine d’années à un foisonnement de « procédés non traditionnels de construction », dont la mise en œuvre à travers de nombreuses opérations expérimentales, va être à l’origine de la majorité des systèmes constructifs utilisés plus tard pour réaliser les grands ensembles en France. Parmi les différents aspects de cette industrialisation, qui vont de la mécanisation à l’organisation rationnelle du chantier, la préfabrication en béton n'est plus seulement un moyen de construire plus efficacement, mais devient un des nouveaux principes générateurs de l’architecture projetée qui est devenue une architecture d'hygiène et de confort en réalité inconnus auparavant pour les habitants. Conçus et réalisés pour être assemblés avec un maximum de vitesse sur le chantier par une main d’œuvre nouvelle peu qualifiée et peu nombreuse, la plupart de ces procédés obéissent à des règles strictes de mise en œuvre qui sont communes à l'ensemble de l'Europe à reconstruire. La solution passe par la production en usine dans des conditions optimales, de « grands éléments complexes » , c’est-à-dire réunissant en amont du processus de fabrication l’ensemble des quelques corps d’état principaux et secondaires intervenant habituellement sur le chantier pour les murs et les dalles. Le chantier se réduit exclusivement à un lieu de montage par exemple en Allemagne de l'Est. La première préfabrication en France se développe dans un contexte de pénurie générale ; la seconde – l’opération des « 4000 logements de la Région parisienne » en 1953 en préfigure le commencement – inaugure la généralisation à de grands ensembles de logements. La division habituelle du travail dans le bâtiment en France est bouleversée: pour l’ouvrier sur le chantier (ou à l’usine), mais aussi pour le maître d’œuvre – l'architecte – qui dans un contexte où la dimension technique du projet prime sur les autres (notamment architecturale et urbanistique) et où l’hégémonie des grandes entreprises de construction n’a d’égale que la montée en puissance des bureaux d’études techniques (BET), il est logique de voir les architectes, dépourvus de compétence technique être marginalisés au point de perdre progressivement le monopole de la conception. « Ces derniers, bénéficiant des facilités nouvelles que leur offre la technique et des fructueuses commandes publiques en matière de logement, seront les complices de cette "funeste" évolution, dont les conséquences perdurent encore aujourd’hui. ». En Angleterre (puis aux États-Unis) cette discordance entre les aspects modernistes réservés aux habitats luxueux d'avant guerre et le modernisme pour la population d'après-guerre créé le terme de « brutalisme ».
Durant la période 1950-1965, le nombre de logements construits chaque année passe de 50 000 à plus de 550 000. En 1973, le premier choc pétrolier accompagne la révision Équipement et Logement en France de ce concept constructif. Il laisse la place aux programmes de taille plus modeste de densification urbaine post-reconstruction à la suite de la Seconde Guerre mondiale puis d'extension des villes.

## La recherche de l'excellence
La fin des années 1980 voit l'arrivée du Béton à Hautes Performances (BHP), d'une résistance à la compression supérieure à 50 MPa. Allié à la précontrainte, ce matériau révolutionne la construction des ouvrages d'art qui deviennent plus fins, plus élancés et plus durables. Au début des années 1990, Bouygues, Lafarge et Rhodia explorent le domaine de l'ultra-haute résistance, bien au-delà des 150 MPa. En 1997, ils déposent des brevets pour le Béton Fibré à Ultra-hautes Performances (BEFUP). Derniers progrès en date, les Bétons AutoPlaçants et AutoNivelants (BAP et BAN) : mis en œuvre sans vibration, ils s'imposent progressivement sur tous les chantiers depuis 1998 et trouvent leurs applications aussi bien dans les fondations et dalles de maisons individuelles que dans les voiles d'ouvrages ou de bâtiments.

## Reconsidérations écologiques duXXIesiècle
Le béton de ciment est au XXIe siècle l'un des matériaux de construction les plus utilisés au monde (deux tiers des habitations dans le monde). C'est aussi le deuxième matériau minéral le plus utilisé par l'homme après l'eau potable : 1 m3 par an et par habitant. L'utilisation de ce matériau énergivore est source de multiples dégradations de l'environnement. La production du clinker entrant dans la composition des liants est responsable d’approximativement 5 % des émissions de gaz à effet de serre (GES) anthropiques, principal responsable du réchauffement climatique. De plus, la quête perpétuelle d’agrégats adaptés dont le sable, a conduit à la surexploitation de 75 % des plages de la planète, détruisant nombre d'écosystèmes littoraux.
La réflexion qui entoure aujourd'hui l'utilisation du béton de terre a été démarrée dès les années 1980. Le matériau en terre avait mal survécu à la révolution industrielle, il peut être économique (matériau gratuit disponible à même le sol), écologique (ne nécessitant pas de processus chimiques de transformation dits énergivores ou polluants et ne générant pas de déchets indésirables). Il n'intéresse pas l'industrie, car pas de processus hors-place de transformation complexe, ni le commerce, à cause de sa possible disponibilité immédiate selon les endroits (par exemple pour l'argile), il n'entre pas dans le jeu des usages sauf politiques. Il est une option notamment pour les pays du Tiers-Monde, soucieux d'indépendance, d'autonomie et d'auto-suffisance. Dans les pays industrialisés, la terre de construction est un produit normé, donc transformé, qui nécessite selon sa destination d’être stabilisé au ciment artificiel ou naturel.

## Sources
- Peter Collins (trad. de l'anglais), Splendeur du béton : les prédécesseurs et l’œuvre d'Auguste Perret, Paris, Eric Hazan, 1995, 576 p. (ISBN 2-85025-392-8)
- Cédric Avenier, Ciment naturel, Glénat, 2007, 176 p. (ISBN 978-2-7234-6158-0)
- Cyrille Simonnet, Le béton, histoire d'un matériau, Marseille, Parenthèses, 2005, 222 p. (ISBN 2-86364-091-7)
- André Guillerme, Bâtir la ville, Seyssel, Champ Vallon, coll. « milieux », 1995, 320 p. (ISBN 2-87673-203-3, lire en ligne), chap. III (« De la chaux au ciment »)
- Antoine Picon (dir.), L'art de l'ingénieur, éd. du Moniteur, 600 p. (ISBN 978-2-85850-911-9 et 2-85850-911-5), « Coignet (entreprise) »
- J.-L. Bosc, J.-M. Chauveau et al., Joseph Monier et la naissance du ciment armé, éd. du Linteau, 182 p. (ISBN 978-2-910342-20-3 et 2-910342-20-4)
- Augustin Maché, Ciments et mortiers, Libr. Armand Colin, coll. « Génie civil », 1935, 212 p., « Introduction »
- Gwenaël Delhumeau, L'invention du béton armé. Hennebique 1890-1914, Paris, Norma éditions, 1999, 344 p. (ISBN 2-909283-46-1), « Du "système" au matériau »
- Jean-Pierre Adam, La construction romaine. Matériaux et techniques, Paris, Éditions A. et J. Picard, 1984, 368 p. (ISBN 2-7084-0104-1), « Les matériaux de construction (La chaux et les mortiers) »
- C. Berger, V Guillerme, A. Considère (préface), La construction en ciment armé. Applications générales. Théories et systèmes divers, H. Dunod et E. Pinat, éditeurs, 1909, 1140 p.
- Jean-Pierre Ollivier (dir.) et Angélique Vichot (dir.), La durabilité des bétons. Bases scientifiques pour la formulation de bétons durables dans leur environnement, Paris, Presses de l'école nationale des Ponts et Chaussées, 2008, 870 p. (ISBN 978-2-85978-434-8)